# قيمة أسية
المقدار الأسي أو القيمة الأسية هو مقياس أو مقدار لكمية ما، حيث يتضمن كل فئة من القياس على كميات ثابتة النسبة للقياس الذي يسبقها. أكثر النسب استعمالا هو ال10. وفي هذه المنظومة يقال أن العددين (30) و(70) لهم ذات القيمة الأسية، أو أن 30 في ذات القيمة الأسية التي للعدد 70، إلخ.
| بالكلمات          | العشري                            | أس عشري | القيمة الأسية |
| ----------------- | --------------------------------- | ------- | ------------- |
| واحد من سبتليون   | 0.000000000000000000000001        | 10−24   | −24           |
| واحد من سكستليون  | 0.000000000000000000001           | 10−21   | −21           |
| واحد من كوانتليون | 0.000000000000000001              | 10−18   | −18           |
| واحد من كوادرليون | 0.000000000000001                 | 10−15   | −15           |
| واحد من تريليون   | 0.000000000001                    | 10−12   | −12           |
| واحد من مليار     | 0.000000001                       | 10−9    | −9            |
| واحد من مليون     | 0.000001                          | 10−6    | -6            |
| واحد من ألف       | 0.001                             | 10−3    | −3            |
| واحد              | 1                                 | 100     | 0             |
| ألف               | 1,000                             | 103     | 3             |
| مليون             | 1,000,000                         | 106     | 6             |
| مليار             | 1,000,000,000                     | 109     | 9             |
| ترليون            | 1,000,000,000,000                 | 1012    | 12            |
| كوادرليون         | 1,000,000,000,000,000             | 1015    | 15            |
| كوانتليون         | 1,000,000,000,000,000,000         | 1018    | 18            |
| سكستليون          | 1,000,000,000,000,000,000,000     | 1021    | 21            |
| سبتليون           | 1,000,000,000,000,000,000,000,000 | 1024    | 24            |

يستخدم المقدار الأسي بشكل عام لعمل مقارنات تقريبية دقيقة جدا. فإذا كان هناك اختلاف بين رقمين بمقدار واحد من القيمة الأسية فذلك معناه أنه أكثر أو أكبر منه بعشر مرات. فإن كان المقدار الأسي هو 2 فسيكون الاختلاف ب 100 مرة. رقمين من نفس المقدار الأسي قد يكونا متساويين بالقياس: فالقيمة الأعلى يكون أقل من عشر مرات قيمة الأدنى. هذا البرهان وراء الأرقام الضخمة: فالقيم المتقاربة تكون بمقادير أسية أقل من الإجمالي، فلذلك تكون قليلة الأهمية.
المقدار الأسي لرقم ما معبر بشكل حدسي، هو عدد مضاعفات ال10 الموجودة بالرقم. وللدقة المقدار الأسي للعدد يمكن أن يعرف بمصطلح اللوغاريثمية العشرية، وعادة جزء العدد الصحيح من اللوغاريثمية التي استخلصت بواسطة الاقتطاع. فمثلا: 4,000,000 لها لوغاريثمية ال 6.602، فالمقدار الأسي سيكون (6)، وعندما تختصر سيكون المقدار الأسي ما بين 106 و 107.
ولمثال مشابه، نقول لديه مدخول من سبعة أرقام، فالقيمة الأسية هي كمية المقدار ناقص واحد ولذلك فهي من السهولة تحديدها بدون إجراء معادلات حسابية لكي تكون (6). القيمة الأسية هي نقطة تقريبية على النطاق اللوغاريثمي.
تقدير القيمة الأسية لكمية متغيرة غير معروفة يكون حول أقرب أس عشري لها. فمثلا: تقدير القيمة الأسية لكمية متغيرة ما بين 3 مليارات و30 مليار (كعدد البشرية بالأرض) يكون 10 مليار، بمعنى آخر عندما يدور حول لوغاريثم الرقم، فرقم القيمة الأسية ل 10 يتراوح ما بين 109.5 و 1010.4.
اختلاف القيمة الأسية ما بين كميتين هو عامل ال10. مثال: كتلة كوكب زحل أكبر من كتلة الأرض ب 95 مرة. إذا زحل يكون أكبر من الأرض بقيمتين أسية.